# آیه اکمال
آیه اکمال نام بخشی از آیه سوم سوره مائده پنجمین سوره قرآن، که در روز غدیر بر پیامبر نازل شد که با خطاب قرار دادن پیامبر، دین اسلام را تکمیل شده اعلام کرد. شیعیان بر این باورند که آیه اکمال دربارهٔ واقعه غدیر نازل شده و منظور از کامل‌شدن دین، اعلام ولایت و خلافت علی بن ابی طالب بر مسلمانان است؛ اما اکثر اهل سنت نزول آیه را در روز عرفه می‌دانند و معتقدند منظور از کامل‌شدن دین، بیان همه احکام اسلام است.
البته امینی در الغدیر و میر حامد حسین در عبقات الانوار شواهد بسیاری نیز از کتاب‌های اهل سنت، در تأیید و اثبات نزول این آیه درخصوص ولایت علی و واقعه غدیر آورده‌اند.

## محتوا و ساختار

### متن و ترجمه
قسمت مورد نظر در زیر با حروف بزرگ نوشته شده‌است:
«حُرِّمَتْ عَلَیْکُمُ الْمَیْتَةُ وَ الدَّمُ وَ لَحْمُ الْخِنْزیرِ وَ ما أُهِلَّ لِغَیْرِ اللَّهِ بِهِ وَ الْمُنْخَنِقَةُ وَ الْمَوْقُوذَةُ وَ الْمُتَرَدِّیَةُ وَ النَّطیحَةُ وَ ما أَکَلَ السَّبُعُ إِلاَّ ما ذَکَّیْتُمْ وَ ما ذُبِحَ عَلَی النُّصُبِ وَ أَنْ تَسْتَقْسِمُوا بِالْأَزْلامِ ذلِکُمْ فِسْقٌ قلی الْیَوْمَ یَئِسَ الَّذینَ کَفَرُوا مِنْ دینِکُمْ فَلا تَخْشَوْهُمْ وَ اخْشَوْنِ الْیَوْمَ أَکْمَلْتُ لَکُمْ دینَکُمْ وَ أَتْمَمْتُ عَلَیْکُمْ نِعْمَتی وَ رَضیتُ لَکُمُ الْإِسْلامَ دیناً ج فَمَنِ اضْطُرَّ فی مَخْمَصَةٍ غَیْرَ مُتَجانِفٍ لِإِثْمٍ فَإِنَّ اللَّهَ غَفُورٌ رَحیمٌ[۵–۳]»

مکارم شیرازی مفسر شیعه و معاصر در ترجمه این آیه آورده‌است:
«گوشت مردار، و خون، و گوشت خوک، و حیواناتی که به غیر نام خدا ذبح شوند، و حیوانات خفه شده، و به زجر کشته شده، و آنها که بر اثر پرت‌شدن از بلندی بمیرند، و آنها که به ضرب شاخ حیوان دیگری مرده باشند، و باقیمانده صید حیوان درنده- مگر آنکه (بموقع به آن حیوان برسید، و) آن را سر ببرید- و حیواناتی که روی بتها (یا در برابر آنها) ذبح می‌شوند، (همه) بر شما حرام شده‌است و (همچنین) قسمت کردن گوشت حیوان به وسیله چوبه‌های تیر مخصوص بخت آزمایی تمام این اعمال، فسق و گناه است امروز، کافران از (زوال) آیین شما، مأیوس شدند بنا بر این، از آنها نترسید! و از (مخالفت) من بترسید! امروز، دین شما را کامل کردم و نعمت خود را بر شما تمام نمودم و اسلام را به عنوان آیین (جاودان) شما پذیرفتم-امّا آنها که در حال گرسنگی، دستشان به غذای دیگری نرسد، و متمایل به گناه نباشند، (مانعی ندارد که از گوشتهای ممنوع بخورند) خداوند، آمرزنده و مهربان است.»

## زمان نزول آیه
شیعه و سنی دربارهٔ زمان نزول اتفاق‌نظر دارند که آیه اکمال در حجةالوداع نازل شده‌است؛ اما در اینکه زمان دقیق آن روز عرفه بوده‌است یا پس از حج و در غدیر خُم، گزارش‌ها و دیدگاه‌های متفاوتی دارند. طبق برخی منابع اهل سنت، ازجمله دو کتاب تفسیری و تاریخی ابن کثیر، نزول آیه در روز عرفه بوده‌است. در حالی که اجماع شیعه این است آیه اکمال در روز غدیر یا اندکی پس از آن نازل شده‌است.
در برابر این دو دیدگاه برخی معتقدند آیه اکمال دو بار نازل شده‌است: بار نخست در روز عرفه که پیامبر به علتی از اعلام آن نگران بود. به همین علت آیه تبلیغ نازل شد و خداوند در آن به پیامبر ضمانت داد که مشکلی پیش نخواهد آمد. سپس در روز غدیر دوباره آیه اکمال نازل شد.

## شأن نزول آیه
دربارهٔ عبارت «أَکمَلْتُ لَکمْ دینَکمْ» (دین تان را برای تان کامل کردم)، مباحث بسیاری در کتاب‌های تفسیر آمده‌است. مفسران در این زمینه دیدگاه‌های متفاوتی دارند. برخی از مفسران به این دلیل که در ابتدا و انتهای آیه، احکام شرعی بیان شده‌است، مراد از کامل‌شدن دین را نزول همه احکام شرعی قلمداد می‌کنند.
گروهی دیگر از مفسران با توجه به آنکه در آیه از مأیوس شدن کافران از اسلام سخن آمده‌است، این دیدگاه را نمی‌پذیرند؛ زیرا معتقدند احکام شرعی نمی‌تواند به تنهایی موجب حفظ دین و مأیوس شدن کافران از آن شود. آنها همچنین اشکال می‌کنند که با اعلام این احکام شرعی، احکام اسلام کامل نشد؛ چراکه پس از آنها آیات دیگری از همین سوره و دیگر سوره‌های قرآن نازل شد و در آنها احکام دیگری بیان شد.
این عده با استناد به روایات شأن نزول آیه از امامان شیعه، منظور از کامل‌شدن دین را اعلام ولایت و قائم شدن دین به قیم می‌دانند.

## تفسیر

### معنی الیوم
برخی از اهل سنت معنی الیوم را روز عرفه حجه الوداع می‌دانند و مستند آن‌ها روایاتی است که در این مورد نقل شده‌است:
دروزه از مفسران اهل سنت در «تفسیر الحدیث» در ذیل این آیه می‌گوید: «طبری به ابن‌عباس و سدی و مجاهد و قتاده و ابن جریج نسبت داده‌است که می‌گفتند عبارت الیوم اکملت… به تنهایی یا با عبارت الیوم یئس… در حجةالوداع و در روز عرفه نازل شدند و پیامبر در حال ایراد خطبه‌اش برای مردم بود و این آیه هنگامی نازل شد که او مقابل خود را نگریست و به جز یک نفر مشرک مشاهده ننمود. پس حمد الهی به جا آورد و در این هنگام جبرئیل این تکه از آیه یا این دو تکه را بر او نازل نمود و آن حضرت بعد از آن به جز حدود ۸۰ شب زنده نبود.
و از جمله روایاتی که طبری در این مورد نقل نموده این است که هنگامی که این آیه یا آن دو بخش از آن در روز حج اکبر نازل شد، عمر گریه کرد. پس پیامبر گفت چه چیز تو را به گریه انداخت؟ گفت: گریه ام برای این است که دین ما رو به زیادت داشت ولی امروز که دین کامل شد، فهمیدیم که امر از این به بعد رو به نقصان می‌گذارد چون هیچ چیزی به کمال خود نمی‌رسد مگر آن که از آن پس رو به نقصان می‌رود، رسول خدا گفت: درست است.
و همچنین محاوره‌ای را که بین عمر و کعب‌الاحبار رد و بدل شد، نقل نمود که بخاری و مسلم و ترمذی آن را این گونه نقل نموده‌اند: مردی از یهود به عمر بن خطاب گفت: اگر این آیه: «... الْیَوْمَ أَکْمَلْتُ لَکُمْ دِینَکُمْ…» بر ما نازل می‌شد، آن را عید می‌گرفتیم. عمر گفت: که من می‌دانم چه روزی این آیه نازل شد. این آیه در روز عرفه که روز جمعه بود، نازل شد و در روایت طبری علاوه بر اسم کعب (به جای مردی از یهود) این تکه را هم در گفته عمر اضافه دارد: و هر دوی اینها به حمدالله برای ما عید است
منابع شیعه بلاتفاق معنای الیوم را روز غدیرخم می‌داند. علامه امینی در کتاب الغدیر اسامی و گفتار شانزده نفر از دانشمندان اهل سنت را نیز که حدیث نزول آیه در روز غدیر را نقل نموده‌اند آورده‌است.
حافظ ابونعیم اصفهانی، روایت نزول آیه اکمال در روز غدیر را در کتابش (ما نزل من القرآن فی علی علیه‌السلام) به نقل از ابی سعید خدری آورده‌است.

### معنای «أَکمَلْتُ لَکمْ دینَکمْ»
درکتاب‌های تفسیری دیدگاه‌های مختلفی دربارهٔ عبارت «أَکمَلْتُ لَکمْ دینَکمْ» (دینتان را برایتان کامل کردم) از مفسران شیعه و سنی آمده‌است.
مفسران اهل سنت به این دلیل که در آغاز و پایان آیه، احکام شرعی بیان شده‌است، می‌گویند مراد از کامل‌شدن دین آن است که با نزول این آیه همه احکام شرعی اسلام بیان شد. اما از آنجا که طبق این آیه اکمال دین، تمام کردن نعمت و پذیرفتن اسلام به عنوان دین برای مردم و نومیدی کفار در یک روز بوده‌است. مفسران شیعه معتقدند احکام شرعی نمی‌تواند به تنهایی موجب اکمال دین و مأیوس‌شدن کافران از آن شود.
فیض کاشانی در تفسیر صافی در تبیین آیه آورده‌است: 
در مجمع البیان از باقر و صادق نقل شده‌است که این آیه بعد از این که پیامبر، علی را به هنگام بازگشت از غدیرخم در روز غدیرخم، علم و رایت خلق قرار داد، نازل گردید و این آخرین واجبی بود که خداوند نازل کرده و پس از آن واجبی نازل نگردید.
سپس خود در توضیح آن می‌گوید:
فرائض به ولایت کامل گردید چون پیامبر همه آنچه را که خداوند از علم در نزد او به ودیعه گذاشته بود به علی  انتقال داد و سپس از طریق او به ذریه‌اش یکی پس از دیگری. پس هنگامی که آن‌ها را در جای خود نشاند، مردم را از رجوع بدان‌ها در حلال و حرام تمکن بخشید و این را به قیام یکی پس از دیگری استمرار داد و این گونه دین را کامل نمود و نعمت را تمام ساخت.
شیعیان با استناد به این روایات از امامان شیعه، منظور از کامل‌شدن دین را اعلام ولایت و جانشینی علی پس از پیامبر می‌دانند.